# 孫海
孫海（1917年2月8日—1979年12月10日）字揚波，生於台灣日治時期嘉義廳北港支廳尖山堡口湖庄，即現在的雲林縣口湖鄉港西村。是「振昌木業」的創辦人。
1958年標得林務局巒大山林場管理處所屬丹大林區5,000公頃伐木權，修建丹大林道建孫海橋。
育有五男二女。孫海1979年12月10日心臟病突發，病逝於水里鄉寓所，享年62歲。由台灣省主席林洋港及辜振甫、王永慶、張清來、吳火獅、蔡萬春等多人，組成治喪委員會，安葬於水里鄉二坪山。孫海後人創設「財團法人孫海文化基金會」，資助文化事業。台灣在1985年正式宣佈改變林業政策不再伐木。

## 早年
父親有三子一女，孫海排行第三，與大哥相差20歲，幼年失怙，兄兼父職。口湖公學校畢業後16歲時獨自到阿里山下的嘉義發展。在嘉義與同鄉入山伐林以900元作資本，在玉山前山標獲一處林班販售木材。更在長兄鼓勵之下與陳梅官合夥創立「振昌木材行 」，後來陳氏另起爐灶，而振昌便成為孫海一生與木材為伍之商號。嘉義是一個木材業非常興盛的城市，孫海在這奠定了成為木業鉅子的事業基礎。

## 木材防腐工廠
在1947年前後的時代，台灣所需要的木材大多數需要進口。孫海最先於1949年在羅東設木材防腐工廠，主要業務是將相思樹等闊葉樹木材經防腐處理後可延長壽命八至十倍以作為電桿之用。
孫海為推展台灣南部的電桿和枕木市場於1955年2月3日在嘉義市信義路（現今博愛路二段東南側和興業西路口）創設木材防腐工廠並且引進西德新型機器，工廠基地約10,000坪。
1956年鐵路局急需枕木時，孫海將所存木料悉數無條件代林管局加工製成鐵路枕木12萬根，價值1,200萬元，俟翌年林管局償還枕木時市價跌為原價57％，孫海因此淨虧500餘萬元。1957年孫海首度以注油電桿外銷南韓，始漸次澄清當時一般主張枕木及電桿均需要進口的觀念。

## 丹大林區
丹大林區在日治昭和年間以前是布農族居住地，歷經1917年丹大事件及日本政府實行「集團移住政策」後，僅存巴庫拉斯社(今地利村)留有少數全姓(漢姓)布農族人，丹社族群被日本政府安置在花蓮萬榮鄉馬遠村，此處應為布農族此族群祖地。
孫海1958年標得林務局巒大山林場管理處所屬丹大事業區第八林班檜木原始林伐木權。孫海僅靠自己一家民營木材廠的資力以不到一年的時間投資28,000,000元，向行政院國軍退除役官兵輔導委員會聘用退除役官兵1,300多人及2,000多名工人。開發丹大林道其間遭遇林政單位錯估開發成本，損失頗大，經不斷陳情，幸賴當時的國民黨副秘書長徐慶鐘向層峰反映，孫海終於完成修築由水里鄉到第八林班地長達80多公里可通行卡車的丹大林道。
1959年首度爭取到美援對振昌木業開發丹大林區第八林班的支持，之前美援只對公營林場提供援助。
1961年6月16日美國國際合作總署駐台安全分署長郝樂遜視察丹大事業區第八林班。

## 木業工廠
孫海從伐木、運輸、貯木到加工，一條鞭作業，把每一棵樹木的用途發揮到極致。原木用來建築，邊皮材再製成合板和木心板，成為室內裝潢的重要建材。為提高木材品質必須將原木的油脂排出，過程中提煉出精油加上樹葉也能提煉出精油，再將精油賣給日本的化妝品公司。此外，廢材和樹皮賣給造紙廠製成紙漿，木屑則製成原子炭，早期在瓦斯尚不普及之前，原子炭是木炭之外，重要的家庭燃料。因此在車埕，振昌木業的廠房櫛比鱗次，鋸木廠、合板加工廠、製炭廠應有盡有，單在廠區工作的員工有600多人，幾乎車埕的居民都在此工作。若再包括山上的伐木工和運輸工，以及道路維護工，則多達三千多人。
1960年取集集線鐵路交通便利可以運送林木和水里溪豐沛水源，孫海乃在車埕大肆購地廣達二萬六千坪設立「振昌木業公司 」，經營木料生產和內外銷。
1967年在高雄成立「國豐木業公司 」生產合板木材加工，在建廠一年內就獲得檢驗局核定為乙等工廠，創下全台工廠最快紀錄。
1972年在水里鄉斥資一億元成立「 振昌木業公司合板廠」最高可以月產10萬張合板，主要將充分利用國內各種闊葉林木和二級林木的利用價值生產合板外銷國外。在此之前的國內一般廠家均是進口南洋柳安木來加工製成合板。兩相比較，孫海的創新作法可以更有效利用資源創造更多的外匯。

## 原木合板進出口
1960年代「台日貿易計劃協定」同意台灣每年檜木輸往日本配額為200萬美元，孫海在1960年12月18日應日本邀請以「 台灣木材公會」理事身份搭日本航空班機前往日本洽談檜木銷往日本事宜。開啟了台灣檜木經由日本三菱株式會社外銷獨佔日本市場十餘年的榮景。
1964年8月孫海當選「台灣省木商業同業公會」聯合會第七屆理事長。 1967年舉行第五屆「亞洲華商會議」貿易會談，會中馬來西亞木材商公會副會長劉南輝和孫海接洽，爭取由馬來西亞供應原木作為台灣生產合板的原料。10月孫海以「台灣省木商業同業公會聯合會」理事長身份率木材業人士到馬來西亞考察林業，接洽有關採購原木問題。當時之前台灣進口原木主要來自菲律賓和北婆羅洲等地為主。
後期因車埕合板廠生產硬木合板，木材原料需求量大增，而台灣森林經多年的砍伐，木材產量終於出現不敷利用的情況，孫海興起了進口木材的意念，他親自到美國、加拿大尋找針葉林，再將原木進口到台灣來。
1973年10月14日在南韓舉行第三屆「亞洲地區合板業會議」，孫海以「台灣區合板製造輸出公會」理事長身份，率領20人的台灣合板業代表團參加，會中和南韓、日本、菲律賓等國業者討論合板產銷問題。
1974年4月23日由政府與合板業者共同投資四億二千萬元成立「 海外林業開發公司」，由孫海擔任董事長。主要業務在於向國外投資開發森林，以確保台灣木材工業所需的原料木材，投資地區主要在東南亞及中南美洲。
1975年2月17日孫海以「台灣區合板製造輸出公會」理身長之身份，在台北主持來台訪問的「東南亞木材生產者協會 」代表團會議。「 東南亞木材生產者協會」是由印尼、菲律賓、和馬來西亞三個國家的木材公會遴選代表所成立。會中對合板加工及原木供需問題交換意見，促成遠東地區木材工業之發展。

## 熱心公益
1948年孫海和陳梅官、林歡邦等人捐地、捐錢，籌設嘉義市博愛國小。1969年日月潭文武廟重建經費400萬，政府出資一半，孫海慷慨解囊捐助一半。捐建母校雲林縣金湖國小教室及大禮堂、體育館、課桌椅、獎學金。
1966年孫海和趙麗蓮、白寶珠等人當選第九屆好人好事代表，12月20日在中山堂 (台北市)接受全國各界表揚。
1968年獨資捐助南投縣車埕國小禮堂興建，林洋港縣長命名為「學海堂」。
1970年以熱心地方公益曾蒙蔣介石總統召見。
1973年當選全國十大企業家。
1979年捐修雲林縣警察辦公室及宿舍，榮膺全國敬警模範。
孫海改變了車埕的生機甚至整個大水里鄉地區，當地人以台灣話「海頭仔」來尊稱孫海。

## 引用來源
1. 1 2 3 4  曾人口. . 雲林縣: 雲林縣口湖鄉公所. 2011: 9:28–9:29. ISBN 978-986-02-9343-2 （中文）.
2. 1 2  王孟倫. . 自由時報. 2004-07-25  [2013-09-17]. （原始内容存档于2013-09-21） （中文）.
3. ↑  . 經濟日報. 1979-12-23: 07版 （中文）.
4. 1 2 3 4 5 6 7  張炳楠、賴子淸. . 嘉義縣: 嘉義縣政府. 1976: 148–150 （中文）.
5. ↑  林武彥. . 中央日報. 1972-05-23: 3版 （中文）.
6. 1 2 3 4 5 6  楊順發. . 科技人文雜誌.   [2013-10-14]. （原始内容存档于2015-04-02） （中文）.
7. 1 2 3 4 5  . 聯合報. 1959-07-15: 第5版 （中文）.
8. ↑  燕. . 徵信新聞. 1955-02-03: 第4版 （中文）.
9. ↑  . 聯合報. 1961-06-17: 05版 （中文）.
10. 1 2  黃道清. . 經濟日報. 1972-06-17: 06版 （中文）.
11. ↑  魏登全. . 經濟日報. 1968-12-08: 05版 （中文）.
12. ↑  . 經濟日報. 1973-03-10: 08版 （中文）.
13. ↑  . 徵信新聞. 1960-12-18: 第5版 （中文）.
14. ↑  劉冠初. . 經濟日報. 1974-06-01: 12版 （中文）.
15. ↑  . 聯合報. 1964-08-18: 第5版 （中文）.
16. ↑  . 經濟日報. 1967-10-02: 02版財經 （中文）.
17. ↑  . 經濟日報. 1973-10-04: 02版 （中文）.
18. ↑  . 經濟日報. 1974-04-23: 02版 （中文）.
19. ↑  . 經濟日報. 1975-02-18: 03版 （中文）.
20. ↑  . 聯合報. 1966-12-19: 03版 （中文）.
21. ↑  . 經濟日報. 1968-11-17: 07版/綜合通訊 （中文）.

## 參閲
- 孫海橋
- 車埕車站
- 水里溪
- 水里鄉
- 明潭發電廠
- 山老鼠

## 外部連結
- 交通部觀光局日月潭國家風景區管理處車埕遊客中心
- 南投七彩湖＋六順山 （页面存档备份，存于）